# Карткова магія

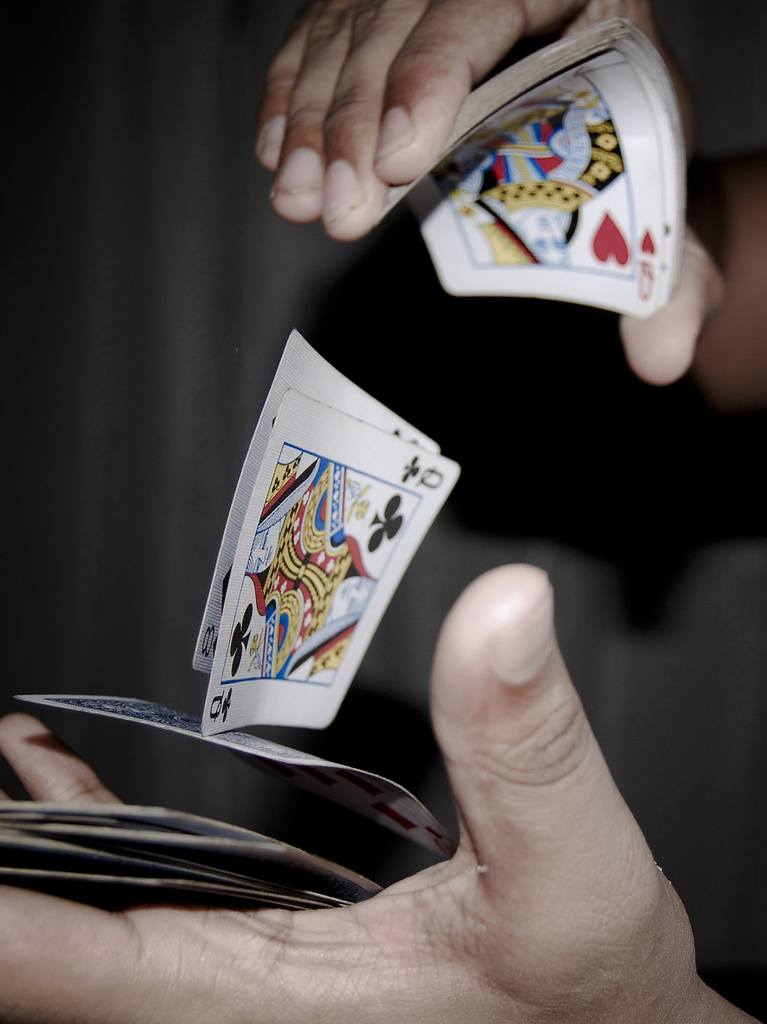
Приклад маніпуляції з картками (флориш)

Маніпуляції з картами — частина ілюзіонізму, що використовує спритність рук для проведення трюків з гральними картами.

## Загальні відомості
Трюки з картами призначені для демонстрації на близькій відстані. Вони не вимагають дорогого, важкодоступного реквізиту. Істотним є лише впевнене володіння мистецтвом маніпуляції. Багато ілюзіоністів, які пізніше стали відомими, починали з карткових фокусів, причому в десяти-одинадцятирічного віці. Наприклад, Гаррі Гудіні демонстрував їх з десяти років. Відомим картковим ілюзіоністом 20 століття був Ед Марло.
За деякими даними, карти в сучасному вигляді відомі з XIV століття. Однак, як інструмент фокусів вони стали популярними лише наприкінці XVIII століття. З цього моменту було розроблено більше сотні тільки основних прийомів проведення трюків, включаючи методи відволікання уваги глядачів.
Цікаво, що маніпуляції з дрібними предметами на кшталт кульок, чашок або скорлупок (див., наприклад, Гру в наперстки), були відомі і до використання карт. Але, саме останні через універсальність, простоту і видовищність придбали особливу популярність:17-27.

## Деякі прийоми
Маніпуляції з гральними картами побудовані на використанні прийомів, що дозволяють відвернути увагу глядачів і практично не дають можливості виявити обман спритності рук. Ці процедури вимагають детального опрацювання і значної практики. Нижче наведені деякі з них:XXI:

### Флориш
Флориш (англ. Flourish) — дія з картами, по суті жонглювання ними, з метою демонстрації своєї спритності та відволікання глядачів під час прихованих маніпуляцій. Одним з найвідоміших прийомів є перелітання карт колоди з однієї руки в іншу (див. ілюстрацію):19-20.

### Виступ
Виступ (англ. Jog) — невеликий зсув карт, прийом, що дозволяє відзначити певне місце у колоді:XXIII.

### Фальшиве зняття
Фальшиве зняття (англ. False cuts) колоди використовується для створення вигляду її зняття і завдяки тому збереження її підтасування:77-80.

### Фальшиве тасування
Фальшиве тасування (англ. False shuffles) дозволяє:65-76:
1. Контролювати позицію конкретної карти, тим часом як інші справді тасуються.
2. Перенести верхню карту колоди, а також перемістити декілька карт, але без збереження порядку.
3. Контролювати карту, повернену в колоду.
4. Залишати порядок карт в колоді незмінним.
5. Переносити верхню карту з колоди вниз, залишаючи незмінним порядок розташування у колоді інших.
6. Зберегти верхню і нижню карти на місці.
7. Помістити в будь-яке місце колоди будь -яку заздалегідь вибрану кількість карт.

Зазначимо, що фальшиве тасування є одним з основних шулерських прийомів обману.

### Палмінг
Палмінг (англ. Palming) — приховане перенесення карт із колоди в руку, в процесі її тасування або перед зняттям:49-54.

### Вольт
Вольт (англ. Volte) — прийом, що полягає в обміні положень верхньої і нижньої частин колоди. У поєднанні зі створенням виступу можливе переміщення однієї, щойно вкладеної карти на верх або низ колоди. Різні вольти, зокрема, проводяться однією рукою, популярні серед шулерів. Використовується, зокрема, відразу після зняття колоди, для того, щоб привести її в колишню, підтасовану позицію.

### Підйом

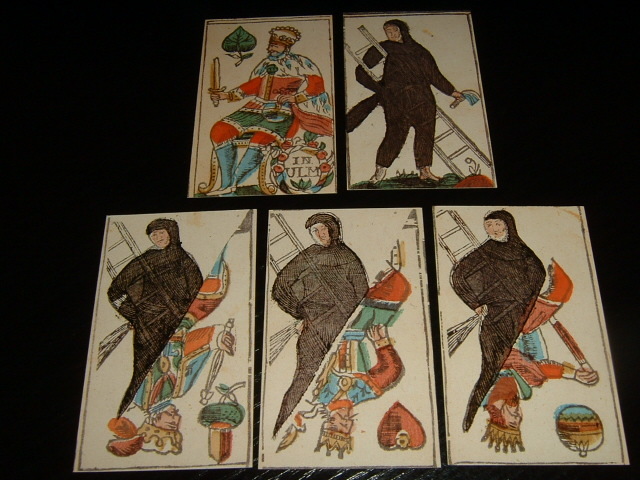
«Половинчасті» карти, що перетворюють трьох королів в трьох сажотрусів і назад. Початок XIX століття.

Підйом (англ. Lift) — спосіб вилучення однієї або декількох карт із колоди, наприклад, раніше обраних глядачем. Подвійний підйом — витяг двох карт, що сприймаються як одна:3-11.

### Підміна
Підміна (англ. Change) — один з основних прийомів перетворення показаних глядачам карт. Налічує близько десяти окремих способів, одним з яких є використання спеціальних «половинчастих» наборів:81-88.

### Підглядання карти
Підглядання карти (англ. Peeking) — один з важливих прийомів, бо навіть досвідчений фокусник буває не впевнений, що робить все правильно. Існує ряд способів перевірити карту. Наприклад, під час повернення її глядачем в колоду маніпулятор робить вольт, щоб вона опинилася на верху колоди. Далі, через палмінг карта ховається в руці, колода глядачеві дається для тасування і водночас фокусник перевіряє карту.

## Приклад можливостей
Англійський маніпулятор Дерек Дінгл (англ. Derek Dingle) розробив картковий трюк, названий «Тузи, що перевертаються» (англ. «Rollover Aces»). Його суть в наступному:148:
1. Береться колода карт, яка добре тасується.
2. З колоди вибираються чотири тузи, які демонструються і, потім, повертаються в різні частини колоди.
3. Колода знову ретельно перетасовується і підзнимається.
4. Колоду поділяють на дві частини і знову складають у одну, але так, щоб сорочки частин були направлені в різні боки, після чого знову перетасовують.
5. Колоду викладають на стіл і, обертаючи, ніби розплющуючи, з кожним півобертом утворюють чотири стопки карт, що лежать під чотирма тузами, всі обличчям вгору. Залишок колоди становить п'яту стопку і обличчя її карт також орієнтовані в один бік.
6. При відкритті перших чотирьох стопок з'ясовується, що це чотири флеш-рояля (англ. Royal flush), розкладених не тільки по мастях, але й за старшинством карт.